# Aodh
Aodh  è un nome proprio di persona irlandese e gaelico scozzese maschile.

## Varianti
- Irlandese: Áed[1][2], Aed[2]
  - Alterati: Aodhán[1], Aodhagán[3]
- Scozzese
  - Alterati: Aodhán[1], Aodhagán[3], Iagan[3]

## Origine e diffusione

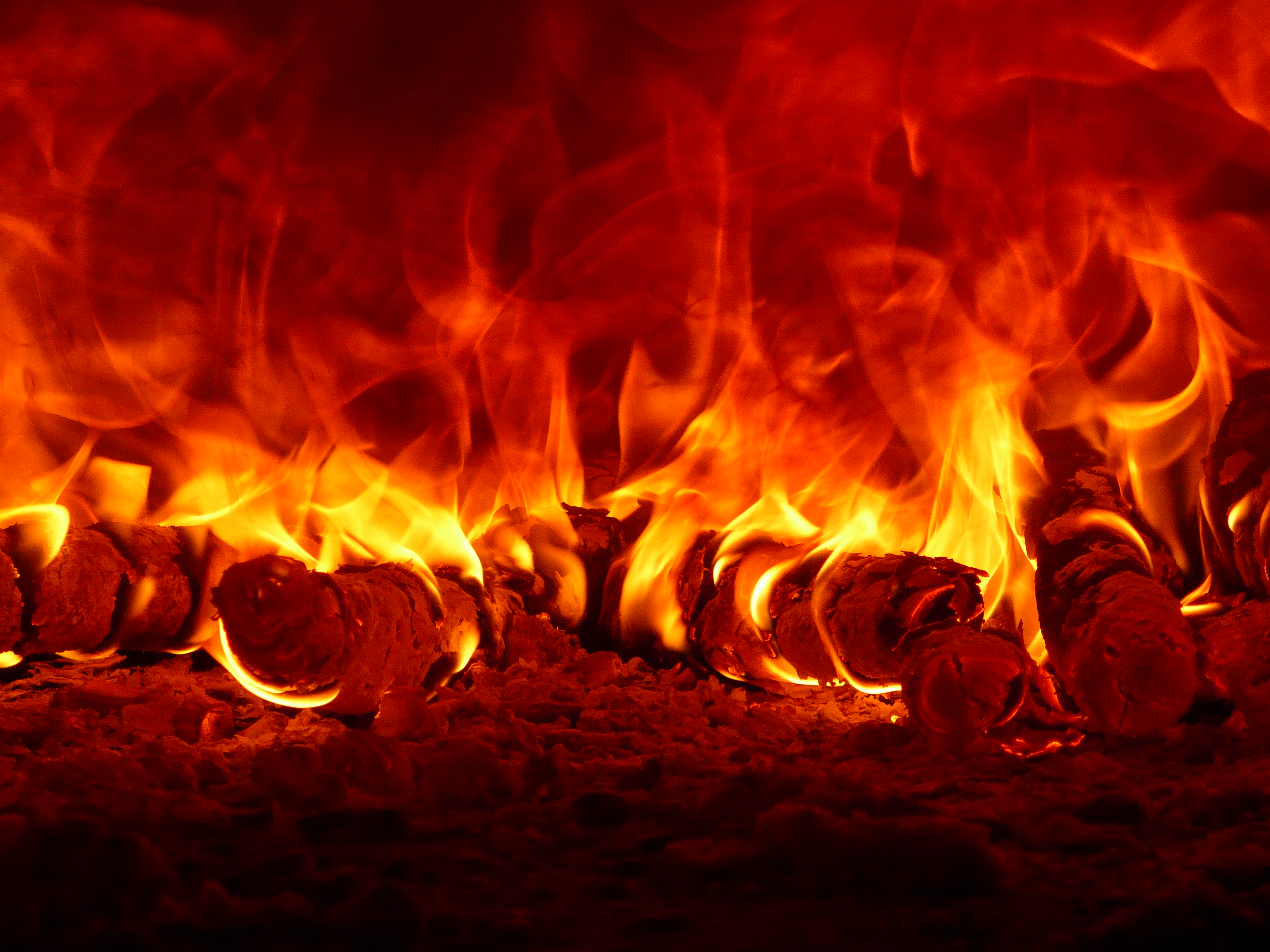
Del fuoco

Deriva dall'antico nome irlandese Áed (o Áedh, Aedh), che significa "fuoco"; è quindi analogo per semantica a nomi quali Fiamma e Plamen, mentre la radice da cui deriva si ritrova anche nel nome Conleth. 
Era un nome molto popolare anticamente sia in Irlanda sia in Scozia, e venne portato da numerose importanti figure storiche e mitologiche. Rimase in uso fino almeno al 1600, e occasionalmente veniva "reso" in inglese utilizzando il nome Hugh. 
Particolare fortuna ha avuto il diminutivo Aodhán che, nella forma anglicizzata Aidan, si è diffuso nei paesi di lingua inglese. Da un altro suo diminutivo, Aodhagán, è derivato il nome Keegan.

## Onomastico
L'onomastico si può festeggiare lo stesso giorno del nome Aidano, suo derivato, portato da due santi: Aidano di Lindisfarne (31 agosto) e Aidano di Ferns (31 gennaio).

## Persone
- Aodh Mac Aingil, teologo e poeta irlandese
- Aodh Mac Gabhrain, poeta irlandese

### Variante Áed
- Áed Allán, re di Ailech
- Áed mac Ainmuirech, sovrano supremo irlandese
- Áed Oirdnide mac Néill, re di Ailech
- Áed mac Boanta, re di Dál Riata
- Áed Ruad, sovrano supremo irlandese
- Áed Sláine, sovrano supremo irlandese

### Altre varianti
- Aedh di Scozia, re di Scozia
- Aedh Uairidhnach, sovrano supremo irlandese